# Syllitus unistriatus
Syllitus unistriatus är en skalbaggsart som beskrevs av Mckeown 1942. Syllitus unistriatus ingår i släktet Syllitus och familjen långhorningar. Inga underarter finns listade i Catalogue of Life.